# Filozofia techniki
Filozofia techniki - dziedzina filozoficzna poświęcona badaniu natury techniki, jak również jej efektów społecznych.

## Filozofowie techniki

### W XX wieku
- John Dewey
- Martin Heidegger
- Marshall McLuhan
- Jacques Ellul

### Współcześni
- Jean Baudrillard
- Albert Borgmann
- Andrew Feenberg
- Luciano Floridi
- Langdon Winner
- Donna Haraway
- Carl Mitcham